# Universitätsreitstall (Göttingen)

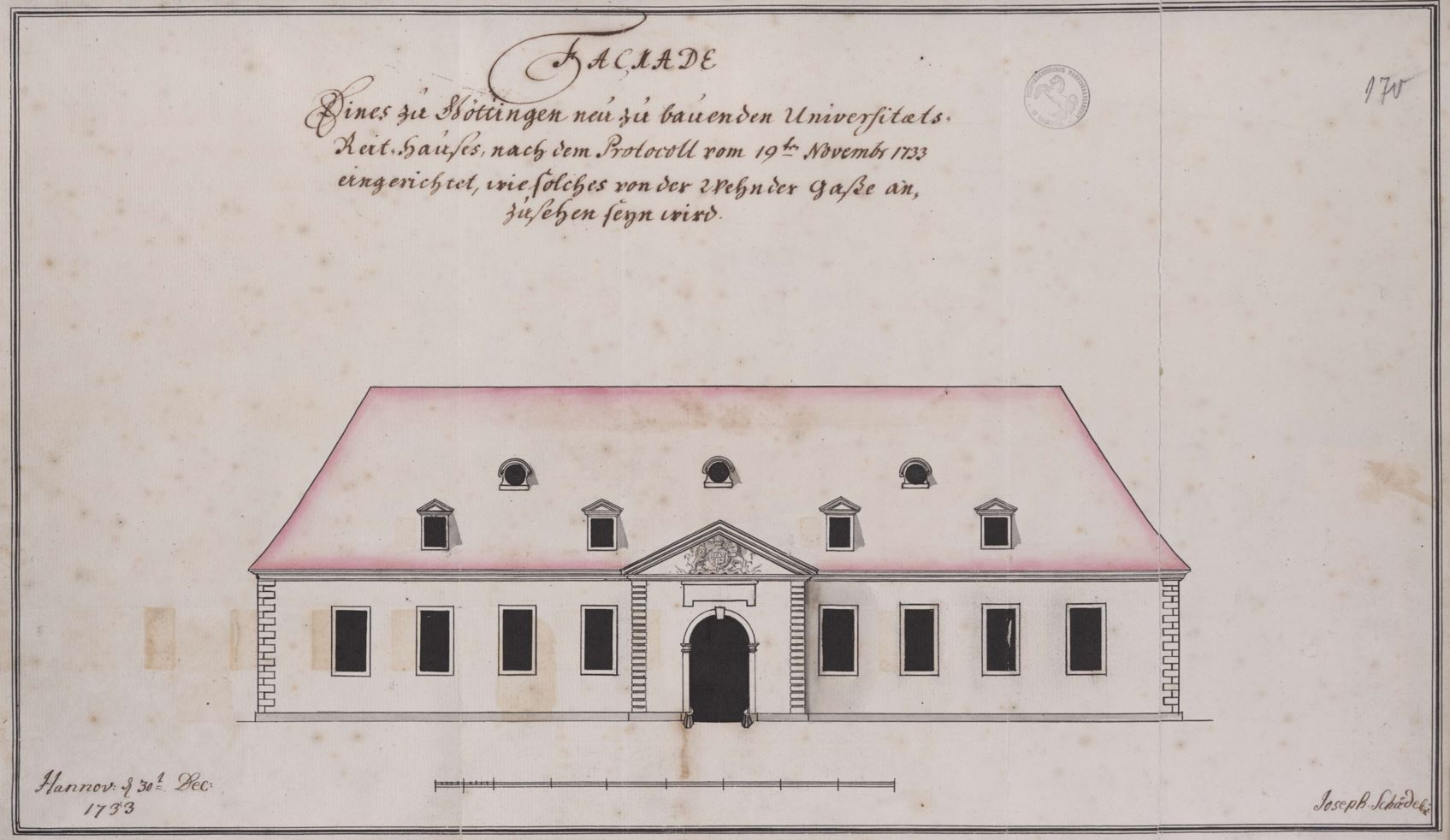
Hauptfassade des Universitätsreitstalls Göttingen, Entwurf von Joseph Schädeler, 1733 (Niedersächsisches Landesarchiv Hannover, Signatur: NLA HA, Kartensammlung Nr. 23 d Göttingen 29 pm)

Der Universitätsreitstall (auch Akademisches Reithaus oder Reitstall) der Georg-August-Universität Göttingen war ein 1734–1736 erbauter barocker Gebäudekomplex in der Innenstadt von Göttingen und bestand aus einer Reithalle mit Stallungen sowie einer Freiluft-Reitbahn. Das Gebäude war der erste fertiggestellte Neubau für die 1734 gegründete und 1737 feierlich eingeweihte Universität und wurde 1968 abgerissen.

## Lage und Architektur

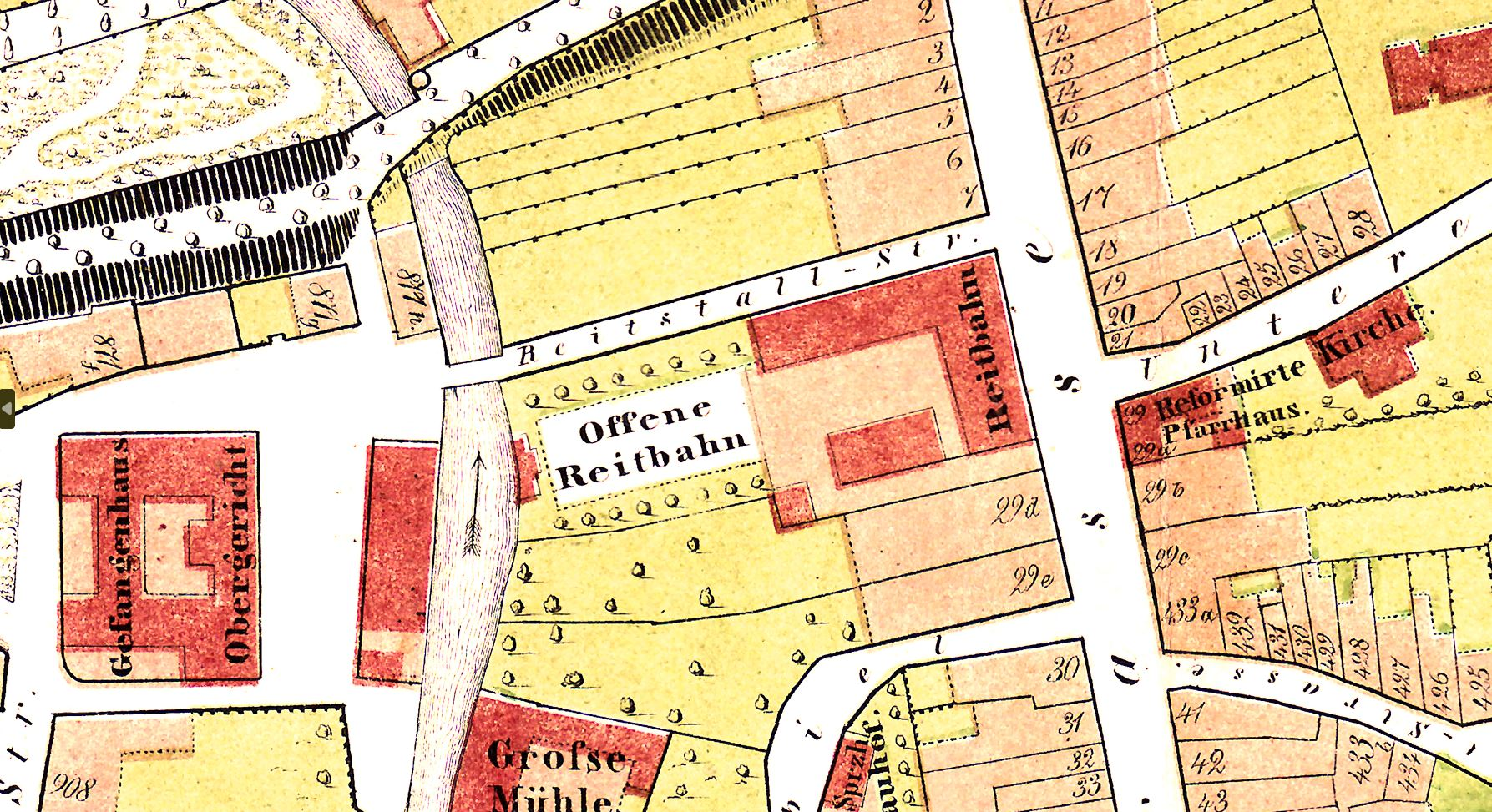
Ausschnitt aus dem Göttingen-Stadtplan von K. Prizelius, um 1864: Westlich der Weender Straße liegt an der Ecke zur Reitstallstraße das als „Reitbahn“ bezeichnete Reitstallhaus, hinter dem sich eine „offene Reitbahn“ bis zum Leinekanal erstreckt. Am Ufer stand die zur Reitbahn ausgerichtete Ehrenloge für König Georg IV. von 1821.

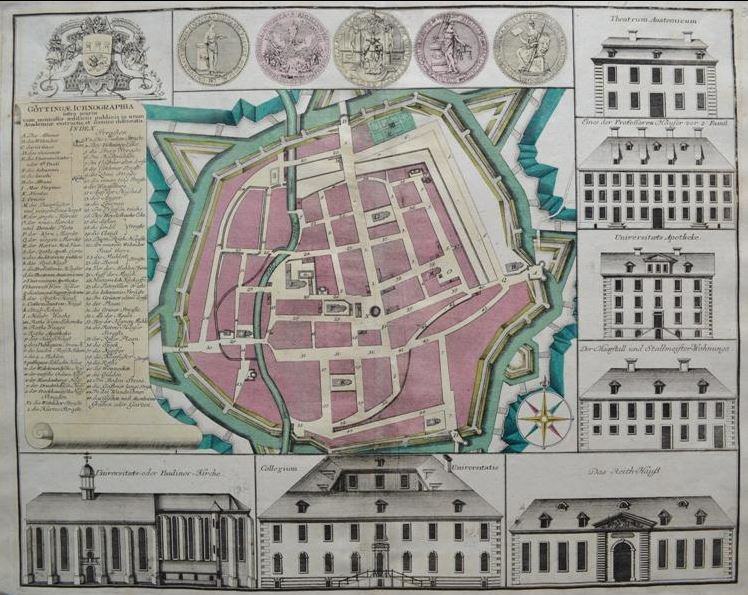
Stadtplan von Göttingen mit Universitätsgebäuden, rechts unten „Das Reith Hauß“, darüber der nördlich anschließende Gebäudeflügel mit Pferdestall und Stallmeisterwohnung. (Kupferstich um 1740)

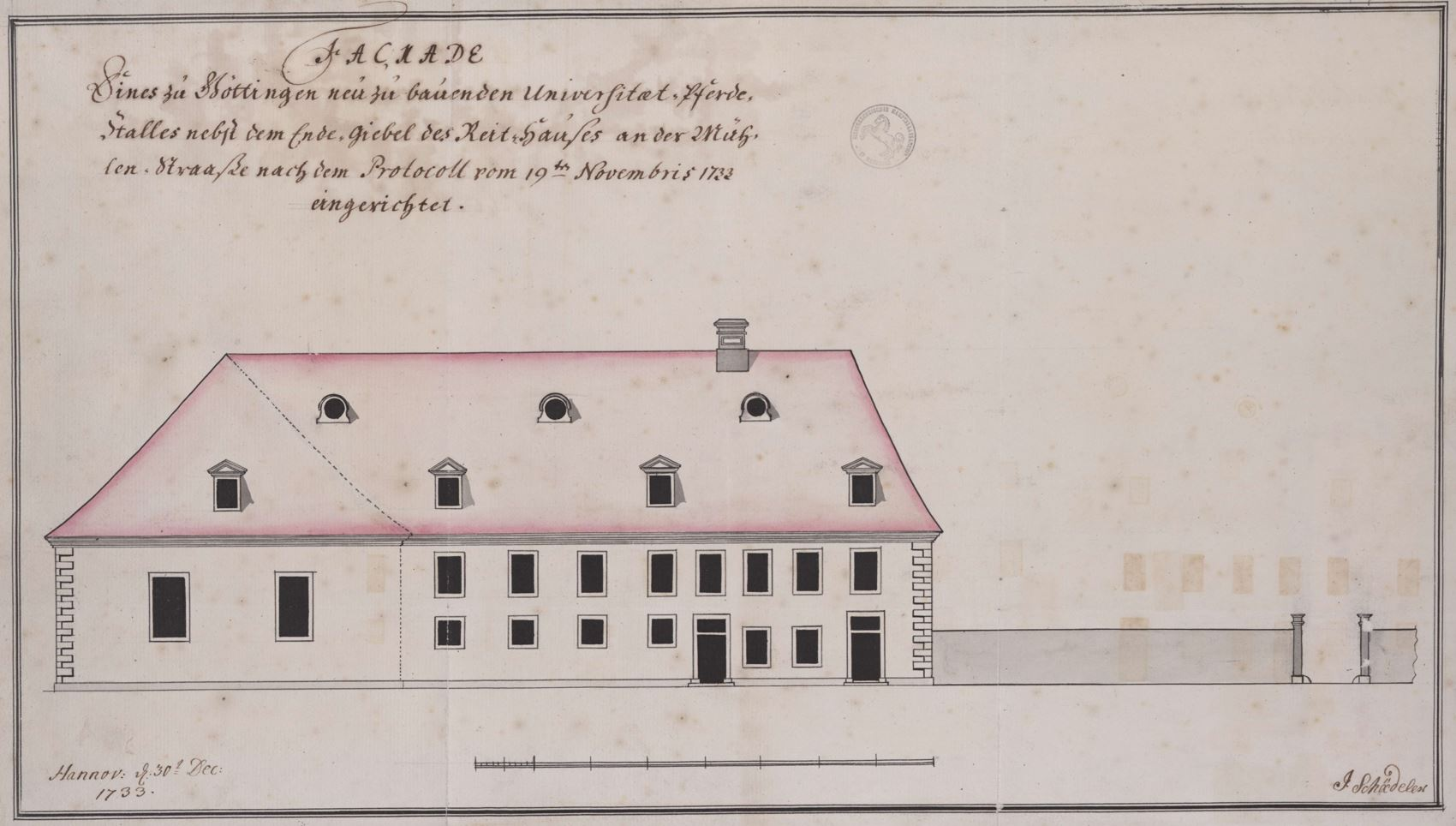
Nördliche Seitenfassade des Universitätsreitstalls Göttingen, Entwurf von Joseph Schädeler, 1733 (Niedersächsisches Landesarchiv Hannover, Signatur: NLA HA, Kartensammlung Nr. 23 d Göttingen 30 pm)

Der Komplex des Universitätsreitstalls entstand nach einem Entwurf von 1733 in den Jahren 1734–1736 am Nordwestende der Weender Straße auf dem damals so genannten Freudenberg, einem seit dem Mittelalter als Turnierplatz und Festplatz genutzten Gelände, dessen „ritterliche Uebungen“ nach Aussage von Johann Daniel Gruber (1734) ihre Fortsetzungen finden sollten. Das Reitstallgelände reichte rückwärts bis an den Leinakanal, wo eine Pferdeschwemme schon vorher bestanden hatte.
Der Architekt des Reitstalls war Universitätsbaumeister Joseph Schädeler (1692–1763), in Göttingen u. a. verantwortlich auch für andere frühe Göttinger Universitätsgebäude, wie das Kollegiengebäude und die London Schänke, das spätere Michaelishaus.

Der Reitstall war ein breit gelagertes Barockgebäude mit Bruchsteinaußenwänden unter einem hohen Walmdach mit einer aufwändigen Dachkonstruktion, das im Innern eine 15,10 m auf 44,20 Meter große stützenfreie Reithalle aufwies. Der sparsame barocke Fassadenschmuck bestand aus seitlich zweimal 4 Fensterachsen mit Einfassungen aus Sandsteinquadern, welche auch die Gebäudekanten betonten. Hauptschmuck des Äußeren zur Weender Straße war der nur wenig vortretende Mittelrisalit mit einem großen Rundbogenportal, überfangen von einem Dreiecksgiebel, worin sich ein von dem Bildhauer Franke geschaffenes, monumentales Relief des englischen Königswappens befand. Eine Tafel unter dem Giebelfeld trug die lateinische Inschrift: „Die Fürsorge / Georgs II. / Königs von Großbritannien und Kurfürsten von Braunschweig-Lüneburg / hat die von ihm gegründete Universität / mit diesem Reitstall / ausgeschmückt / 1735“. Rückwärtig an die Reithalle schloss im rechten Winkel – an der Reitstallstraße, die auf die Reitstallbrücke zuführte – ein gleichzeitig erbauter, zweigeschossiger Stallflügel mit 18 Boxen sowie Räumen für Stallmeister und Knechte an.

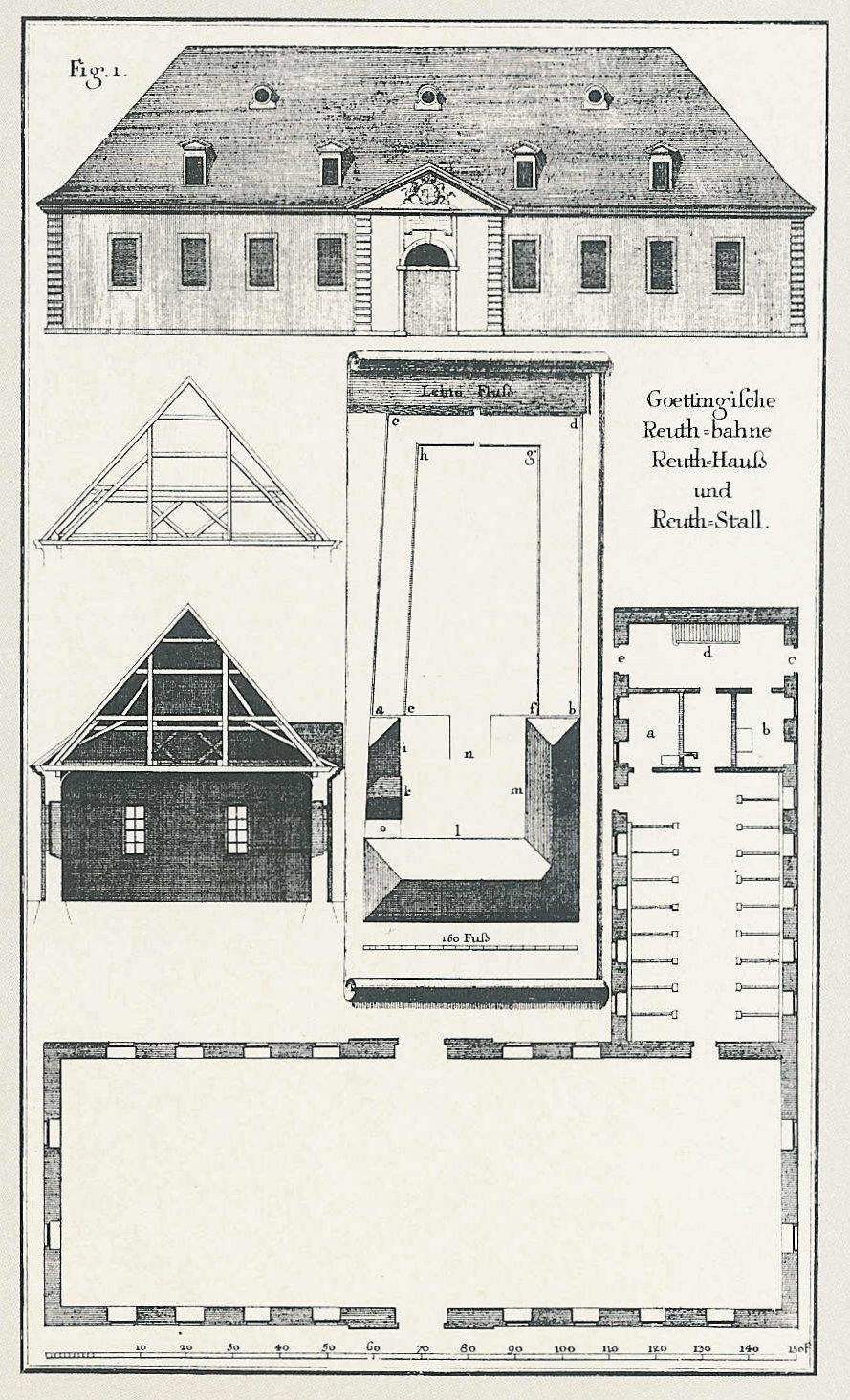
1746 von Johann Friedrich Penther veröffentlichte Bauzeichnungen

Die von dem Göttinger Mathematiker, Universitätsbaumeister und Architekturtheoretiker Johann Georg Penther 1746 in seinem Traktat „Ausführliche Anweisung zur Bürgerlichen Bau-Kunst“ (Teil IV) veröffentlichte Baubeschreibung mit Plänen machte das Göttinger „Academische Reuth Hauß“ unter Baufachleuten und -interessierten im gesamten deutschen Sprachraum bekannt.

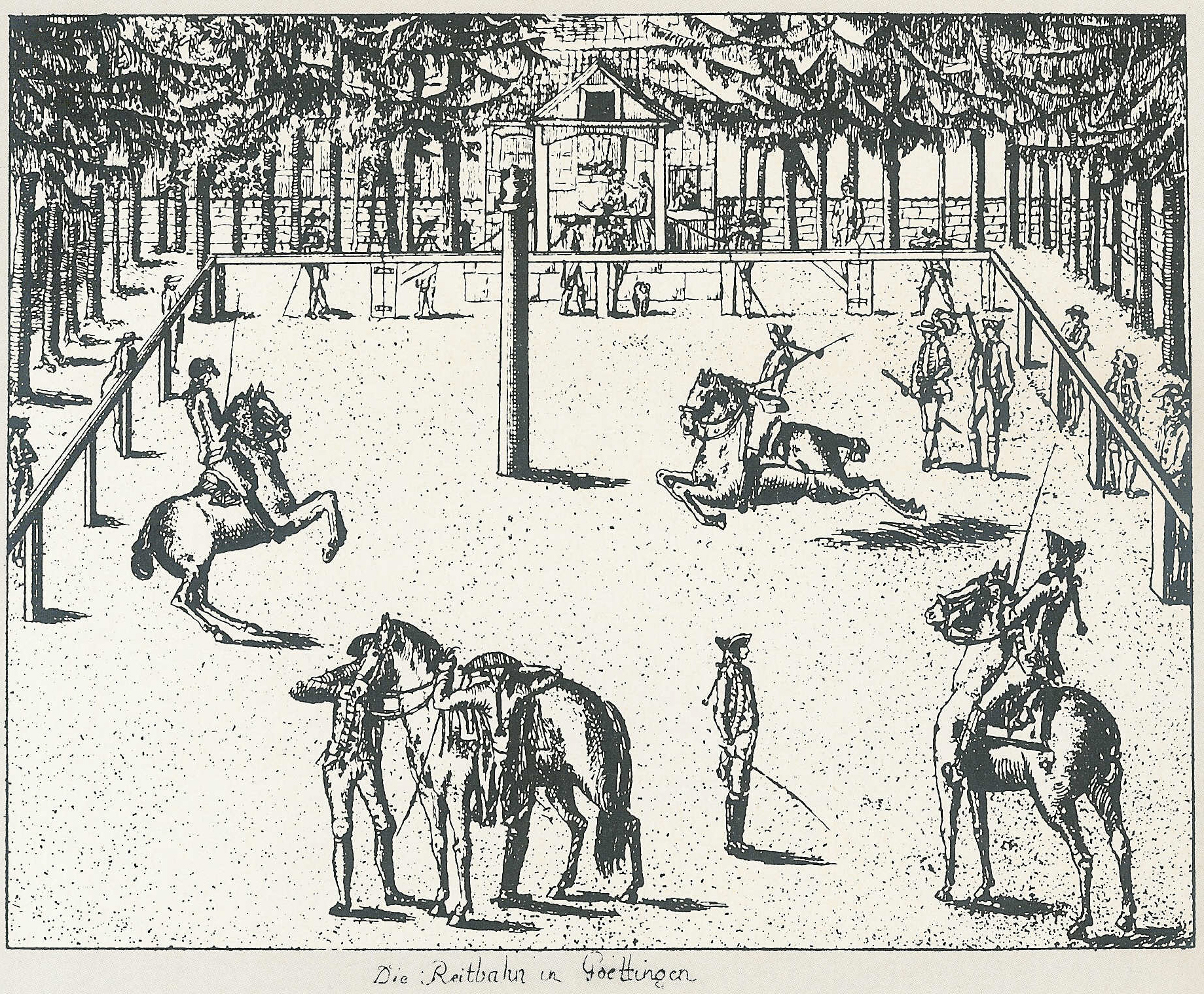
„Die Reitbahn in Göttingen“, Stammbuchkupfer von Ernst Ludwig Riepenhausen, nach 1777

Hinter dem Reithaus lag – bis zum Leinekanal reichend – eine von einer hohen Mauer eingefriedete, offene Reitbahn mit Abmessungen von etwa 64 auf 44 Metern. Am westlichen Ende stand dort in den Jahren 1821–1910 als imposantes Gebäude ein von Universitätsbaumeister Justus Heinrich Müller entworfener, auf Säulen ruhender klassizistischer Triumphbogen als Ehrenloge zum Besuch von König Georg IV. von 1821.

## Baugeschichte
Der hannoversche Minister und erste Kurator der neuen Göttinger Universität, Gerlach Adolph von Münchhausen, plante die Universität im Auftrag für den Landesherrn Kurfürst Georg August (in Personalunion zugleich großbritannischer König Georg II.) explizit als eine Reichen-Universität. Zielgruppe waren aus seiner Sicht insbesondere adlige Studenten, nach Möglichkeit mit eigenem Gefolge. Diese mussten z. B. beim Reiten die doppelte Gebühr von Nicht-Adeligen bezahlen. Das setzte seitens der Neugründung nicht nur ein personell qualifiziertes Angebot an angesehenen Gelehrten der vier klassischen Fakultäten voraus, sondern auch die Förderung von damals modischen Sportarten und Umgangsformen. Dazu gehörten Tanzen, Reiten, Fechten und die Jagd, selbst das fachgerechte Tranchieren von Wild wurde den Studenten vermittelt.

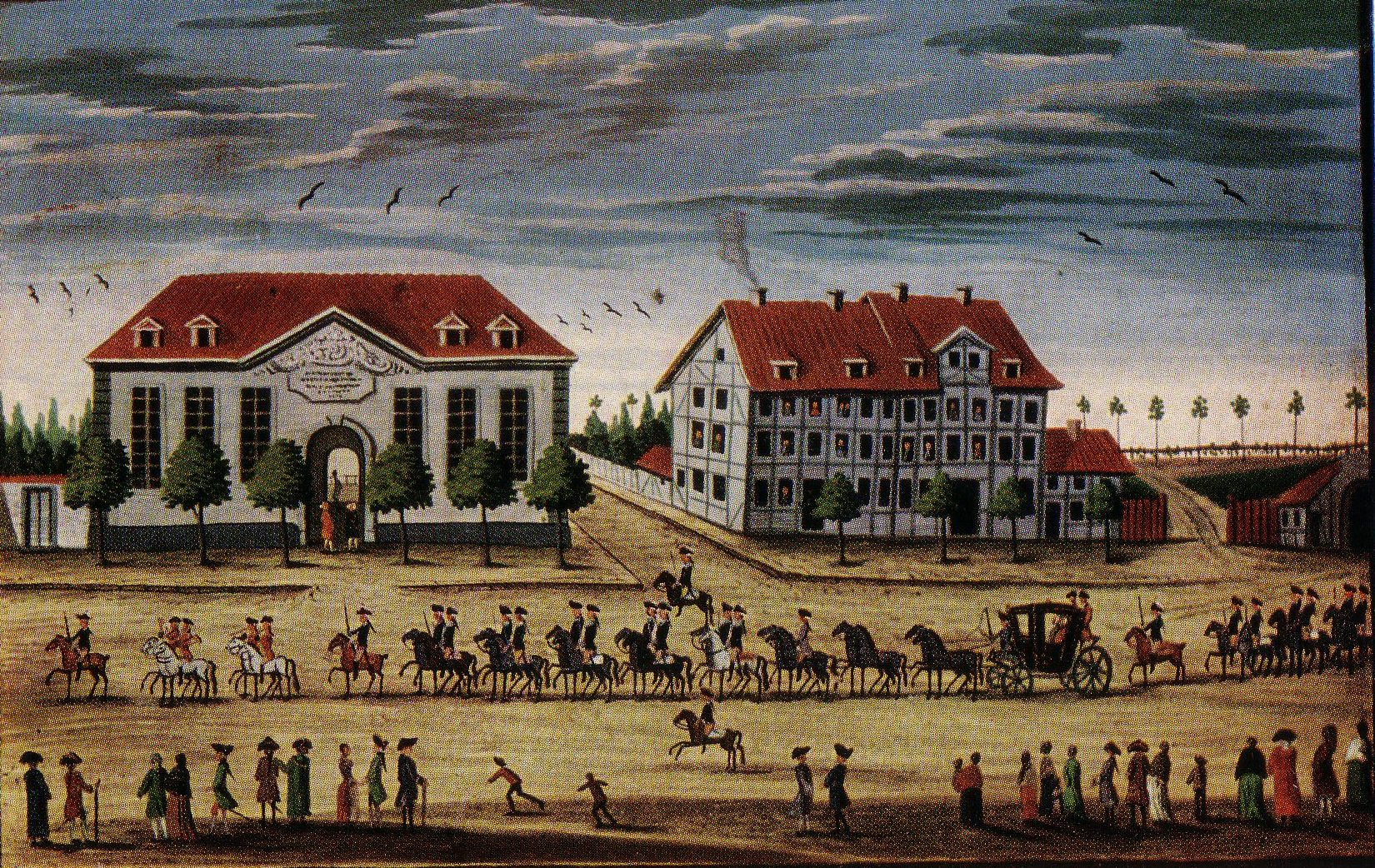
Studentisches Komitat vor der idealisiert dargestellten Reithalle (linkes Gebäude) in einem Stammbuch von 1765.

Das von den Nachwirkungen des Dreißigjährigen Krieges noch gezeichnete Göttingen bot in dieser Hinsicht weniger Voraussetzungen als beispielsweise Residenzstädte deutscher Kleinststaaten. Auf Münchhausens Initiative wurde daher als eines der neuen Gebäude die Reithalle der neuen Universität errichtet. Die Könige Georg II. und Georg IV. ließen sich hier bei ihren Göttingenbesuchen 1748 und 1821 Reiterspiele vorführen.

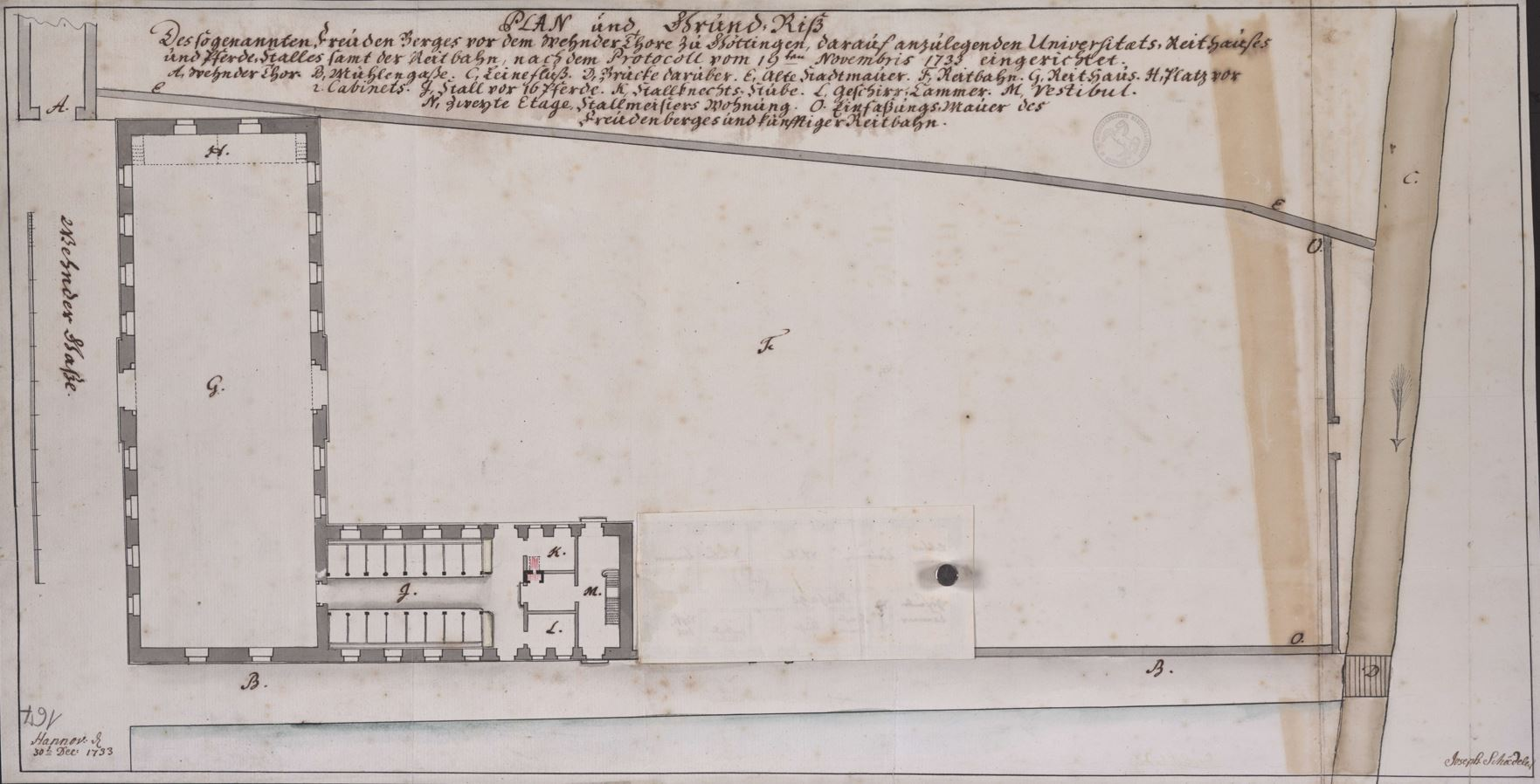
Erdgeschossgrundriss des Universitätsreitstalls Göttingen, Entwurf von Joseph Schädeler, 1733 (Niedersächsisches Landesarchiv Hannover, Signatur: NLA HA, Kartensammlung Nr. 23 d Göttingen 28 pm). - Norden ist unten.

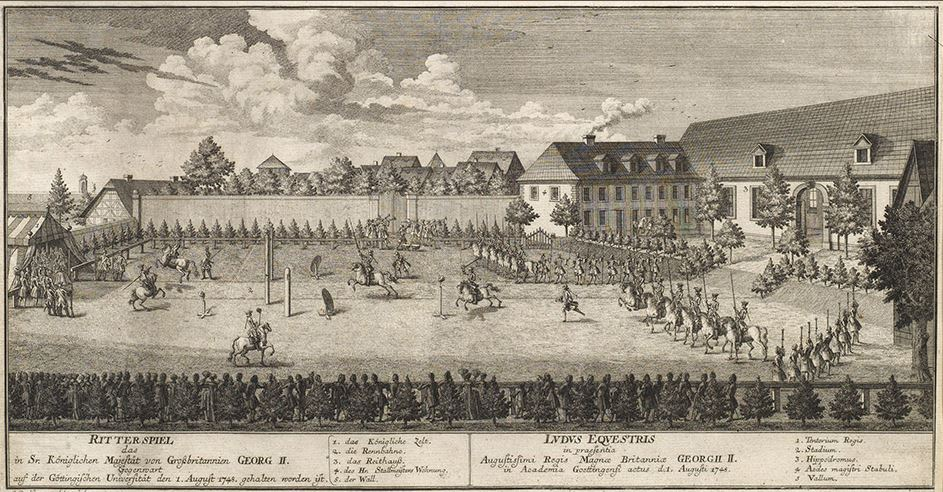
Die Reitbahn, rechts die Rückseite des Reithauses („Ritterspiel“ am 1. August 1748 anlässlich des Besuchs von König Georg II.), Kupferstich.

Der Göttinger Universitätsreitstall war insbesondere im 18. Jahrhundert für die hier geübte Hohe Schule des Reitens in Deutschland sehr angesehen und bot im Vergleich zu anderen deutschen Universitätsstädten ein deutliches Alleinstellungsmerkmal; das Gebäude erlangte „gar europäische Geltung und Berühmtheit“. Damals angeblich „Deutschlands erste Schule“ sei in Europa nur noch von der Reitschule in Versailles übertroffen worden. Das Reiten wurde in Göttingen zum vollwertigen Studiengang mit der Möglichkeit sich als stud. art. equestris immatrikulieren zu lassen. Außer dem Reitunterricht hielten die Lehrer des Reitinstituts auch Vorlesungen über Veterinärmedizin.
Als Reitlehrer wurden die Besten der Branche verpflichte; dies begann bei Valentin Trichter aus Nürnberg (der aber bei der Organisation des feierlichen Einritts zur Universitätseröffnung 1737 versagte) und setzte sich über Benjamin Buchenschwantz aus Riga und dann in den Jahren 1760–1817 mit Johann Heinrich Ayrer sowie anschließend bis 1832 seinem Sohn Ernst Ferdinand Ayrer fort. Als Goethe 1801 nach Göttingen kam, musste er unbedingt auch Stallmeister Ayrer begrüßen und schwärmte von dessen „wohlbestellter Reitbahn“. Die Besoldung der Universitätsreitlehrer entsprach denen der Professoren. Bei der feierlichen Semestereröffnung gingen sie nach den ordentlichen Professoren, aber vor den a.o. Professoren, was regelmäßig für Ärger sorgte, da sie an anderen Universitäten erst mit den Lektoren und Sprachlehrern einzogen. Um eine Anstellung im Reitstall des Königs von Sachsen zu verhindern, wurde Ayrers Gehalt verdoppelt, der König von Preußen bot jedoch ein noch einmal doppeltes Gehalt, sodass er dann nach Potsdam ging. Zu Ayrers Zeiten hatten sich fünf Prozent der Studentenschaft für ars equitandi eingeschrieben, obwohl dies kein eigentliches Studienfach war. Ayrer hielt auch die ersten pferdemedizinischen Vorlesungen (Europas), der Beginn des Tierärztlichen Institut der Georg-August-Universität Göttingen.
In der zweiten Hälfte des 19. Jahrhunderts trat unter den Studenten die Dressurreiterei gegenüber der Jagdreiterei modebedingt in den Hintergrund. Auch der Anschluss Göttingens an das Eisenbahnnetz im Jahr 1854 führte dazu, dass weniger Studenten in Göttingen Pferde hielten. Gleichzeitig nahm die Bedeutung des studentischen Fechtens um die Mitte des 19. Jahrhunderts mit der Abkehr vom reinen Duell hin zur Bestimmungsmensur zu und die Nachfrage nach Paukböden zur Abhaltung von Fechtstunden stieg rapide an. So wurde die Umwandlung der Reithalle in eine weitere Fechthalle erwogen, aber schließlich doch nicht umgesetzt. Vielmehr eröffnete die Universität 1903 eine zusätzliche Fechthalle in der Geiststraße 6, in der die Fechtmeister der Universität fortan ihre Stunden gaben.
In Not- und Kriegszeiten ist das Reithaus regelmäßig zweckentfremdet worden. Schon im Siebenjährigen Krieg kam es 1757 zur Einrichtung eines Lazaretts und 1761 eines Mehlmagazins. Auch im Ersten Weltkrieg schwand mit den Studenten der Bedarf für die Einrichtung einer Universitätsreithalle: Von 1917 bis 1920 war das Gebäude eine Sammelstelle für den öffentlichen Verkauf von Kartoffeln und im Zweiten Weltkrieg war der Reitstall ab 1940 die Göttinger Hauptsammelstelle für die seit Kriegsbeginn geforderten Metallspenden.
Nach dem Zweiten Weltkrieg war der Reitstall zunächst bis 1947 von der Britischen Besatzungsmacht für reitsportliche Zwecke beschlagnahmt und dann zum Voltigieren genutzt, das in Deutschland erstmals 1950 hier wieder aufgenommen wurde. Es wurde eine Schautruppe aufgestellt, die die gleiche Funktion wie die der „Seideltruppe“ hatte. Die Voltigierer organisierten sich zunehmend in Vereinen und veranstalteten eigene Turniere; das erste wurde 1953 in Göttingen bei einem Reitturnier ausgerichtet.

## Abbruch

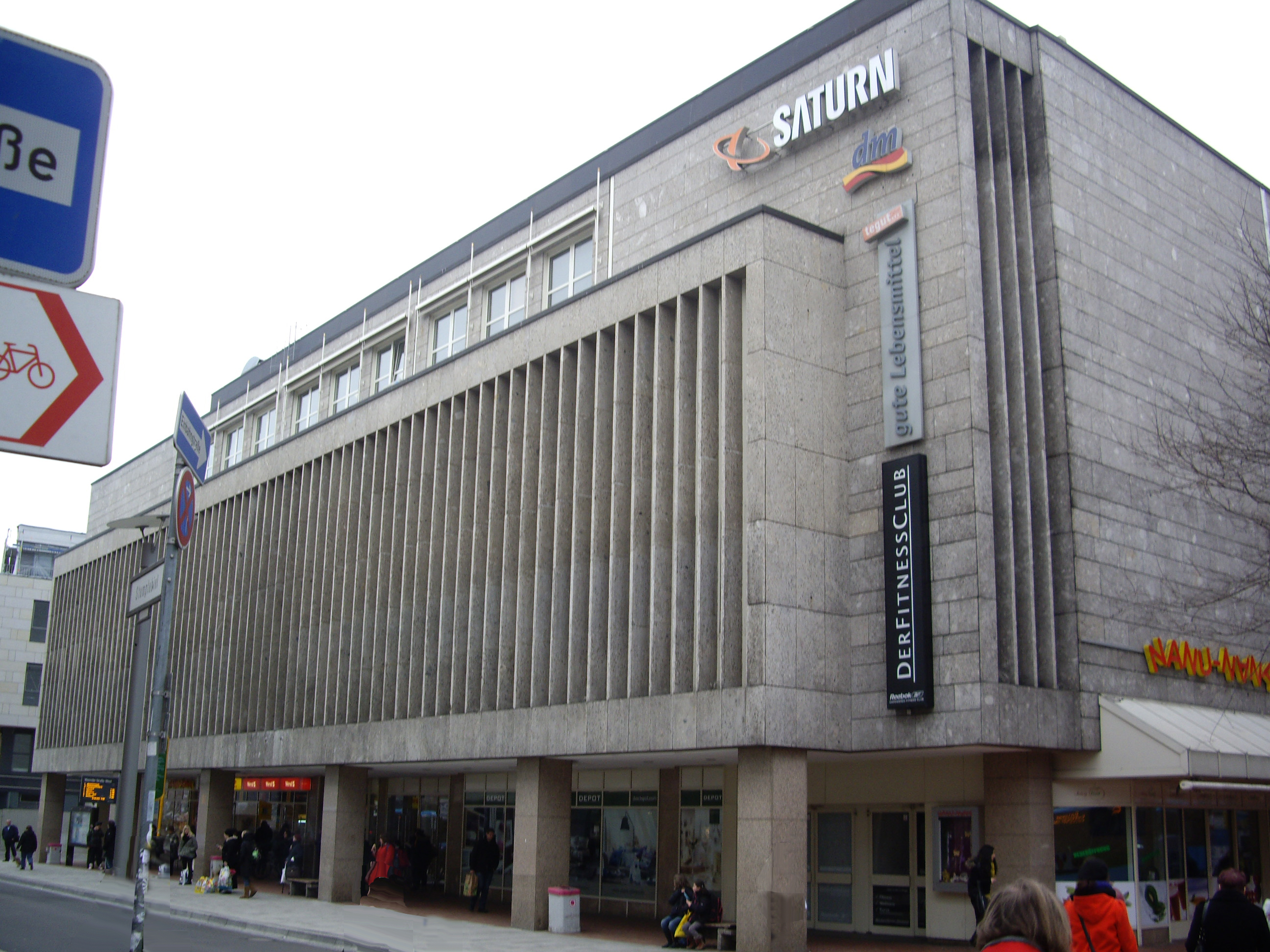
Carrée-Gebäude an der Stelle des Reitstallgebäudes (2013)

Eine über zwei Jahrzehnte fehlende Bauunterhaltung führte zum Verfall des Gebäudes, so dass die Universitätsverwaltung aus Sicherheitsgründen im Mai 1965 den Reitbetrieb einstellte.
Nachdem das Areal des Reitstallviertels für Neubau- und Neunutzsplanungen ab 1959 in den Fokus der Göttinger Stadtplanung geraten war, ermittelte der Göttinger Studienrat und Heimatforscher Wolfgang Gresky (1907–1996) die herausragende Baugeschichte des Barockgebäudes und dessen Bedeutung für die Universitätsgeschichte, publizierte sie 1961 in den Göttinger Jahrbüchern und warnte erstmals vor einem drohenden Abriss.
1966 erwarb die Stadt Göttingen das Grundstück mit dem bereits seit 1931 denkmalgeschützten Reitstallgebäude vor dem Hintergrund einer Planung für einen ersten Standort des Neuen Rathauses, ein Hallenschwimmbad, eine Volkshochschule, eine Stadtbücherei und ein Parkhaus auf dem Gelände.
Ende 1967 wurden in der Bürgerschaft Forderungen laut, das Gebäude zu erhalten und umzunutzen, beispielsweise als Studentenzentrum. Allerdings setzte die Stadtverwaltung unter Stadtbaurat Herbert Wiltenstein im Sommer 1968 den Abriss des Reitstallgebäudes durch – gegen massiven Protest aus der Bevölkerung und der Studenten- und Professorenschaft sowie u. a. des Göttinger Geschichtsvereins, des Niedersächsischen Heimatbunds und des Kulturausschusses im Niedersächsischen Landtag. Die damals u. a. von dem jungen Kunstgeschichtsassistenten Heinrich Klotz organisierten studentischen und bürgerschaftlichen Proteste gegen den Abbruch gehörten zu den ersten der deutschen Denkmalschutzbewegung der 1960er-Jahre, noch vor dem Erlass der Denkmalschutzgesetze. Die Betroffenheit und Empörung über den Abriss des Reitstallgebäudes soll in Göttingen noch jahrelang spürbar gewesenen sein; sie war „zum Synonym geworden für eine einseitig orientierte Sanierungspolitik im Geiste der 60er Jahre, exemplarisch für den ignoranten Umgang mit historischer Bausubstanz wie auch mit engagierten Bürgern“.
Das leer geräumte Grundstück lag anschließend zunächst brach und diente mehrere Jahre als Parkplatz am Rand der Göttinger Innenstadt. Als der Plan des dortigen Neubaus für das Neue Rathaus 1972 aufgegeben war, erbaute 1974 der Kaufhauskonzern Hertie an der Stelle der Reithalle und tief in das Grundstück hinein ein großes Warenhaus, gab aber die Nutzung bereits 1986 wieder auf. Nach einigen Jahren des Leerstands wurde das Kaufhausgebäude auf 14.000 Quadratmetern auf vier Geschossen zu einem Einkaufszentrum für Einzelhandelsgeschäfte sowie einen großen Elektronikhändler umgebaut und seither in dieser Form unter dem Namen Carrée genutzt. Eine größere Renovierung fiel 2014 an. Eigentümer ist ab 2018 der Hamburger Immobilienkonzern Warburg-HIH Invest Real Estate für einen von ihm gemanagten Spezialfonds. Seit dem ersatzlosen Auszug des Elektronik-Filiale Saturn im Oktober 2021 begann ein steter wirtschaftlicher Niedergang des Carrée.

## Wiederaufbau des Tor-Fragments

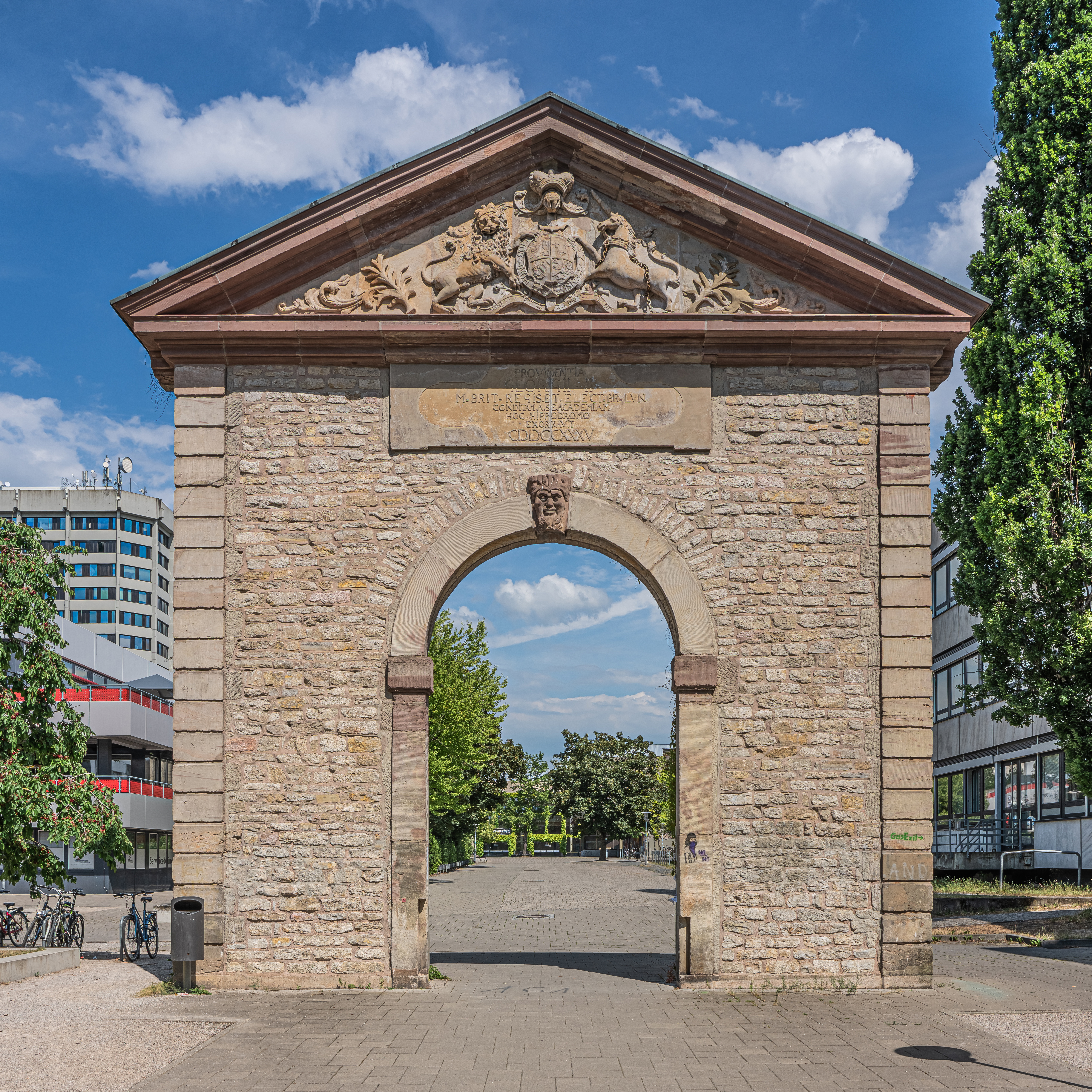
Portal des barocken Universitätsreitstalls, 1974 isoliert wiederaufgebaut auf dem Campus der Universität.

Der sog. Portikus als künstlerisch wertvollster Teil des Reitstallgebäudes stand bei allen Abrissplänen nie zur Debatte und sollte einem neu zu errichtenden Reitinstitut vorgeblendet werden. Doch die Absicht der Wiederverwendung geriet zunächst in Vergessenheit. Eine Neunutzung als Erinnerungsmal fanden die 1968 auf dem städtischen Bauhof eingelagerten Bauteile erst 1975 mit dem Wiederaufbau zu einem isoliert stehenden Tor auf dem neuen Universitäts-Campus Platz der Göttinger Sieben, gut 400 m Luftlinie nördlich vom originalen Standort entfernt. Der nach 7 Jahren nachgeholte Wiederaufbau des Reitstalltors erinnert an die vorangegangenen – glücklicheren – Nachkriegs-Wiederaufbauten des Garde-du-Corps-Tors vor der Bauverwaltung Hannover von 1955 und des Marstalltors in Hannover von 1967. Doch erfolgte der Wiederaufbau in Göttingen architektonisch und städtebaulich völlig beziehungslos sowie „einigermaßen unglücklich als Triumphbogen‘“, was die Göttinger Presse umgehend schon 1975 kritisierte.
Am alten Standort des Reitstalls in der Göttinger Innenstadt erinnern heute nur noch der Straßenname Reitstallstraße, die Reitstallbrücke und eine Pferdeschwemme am Leinekanal an die frühere Geschichte.

## Archivalien
- Zwei Fassaden- und eine Grundrisszeichnung „des zu Göttingen neu zu bauenden Universitäts-Reithauses“ von Joseph Schädeler (1733): im Niedersächsischen Landesarchiv Hannover (Signaturen: NLA HA Kartensammlung Nr. 23 d Göttingen 28 pm, Kartensammlung Nr. 23 d Göttingen 29 pm, Kartensammlung Nr. 23 d Göttingen 30 pm; Digitalisate auf arcinsys.niedersachsen.de, jeweils abgerufen am 28. Januar 2023).
- Skizzen des Reithauses im Stadtarchiv Göttingen (Signatur: Kartenabteilung, V c III 1).[52]
- Akten über die Universitätshäuser in Göttingen, in der Niedersächsischen Staats- und Universitätsbibliothek Göttingen (Handschriftenabteilung, Signatur: Cod. Ms. hist. lit. 90, Bd. I-XI).[53]